# Lapidário

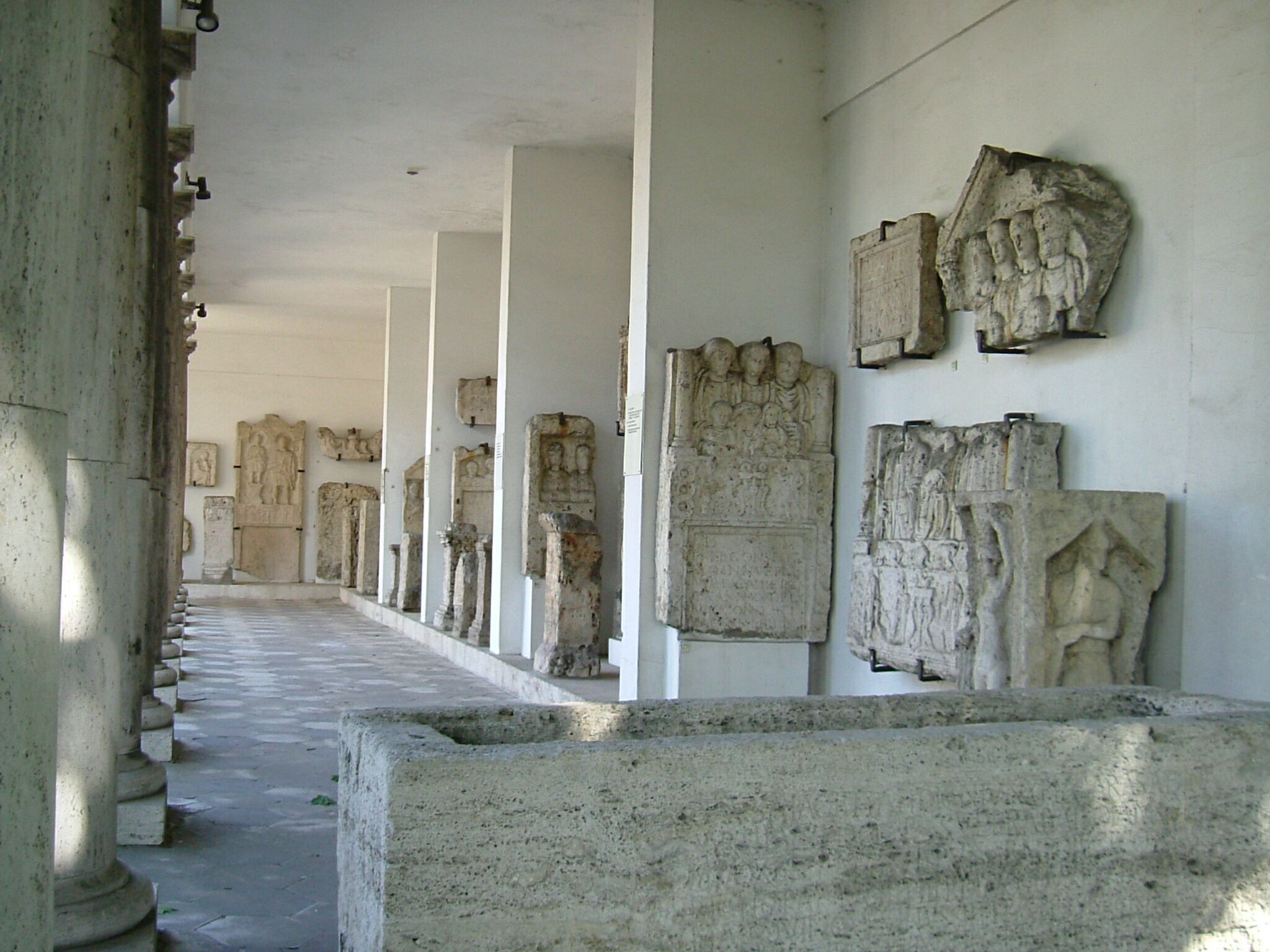
Lapidário do Museu de Aquinco em Budapeste (Hungria)

Lapidário (em latim: lapidarium, de lapis) é um local onde são exibidos monumentos de pedra e fragmentos de interesse arqueológico.
Podem incluir epígrafes, estátuas elementos arquitetônicos como colunas, cornijas e acrotérios, baixo-relevos, lápides e sarcófagos. Tais coleções são frequentemente exibidas nos pátios externos de museus arqueológicos e museus de história.